# Darja Maximowna Pawljutschenko
Darja Maximowna Pawljutschenko (russisch Дарья Максимовна Павлюченко; * 31. Dezember 2002 in Moskau) ist eine russische Eiskunstläuferin, die im Paarlauf startet.

## Karriere

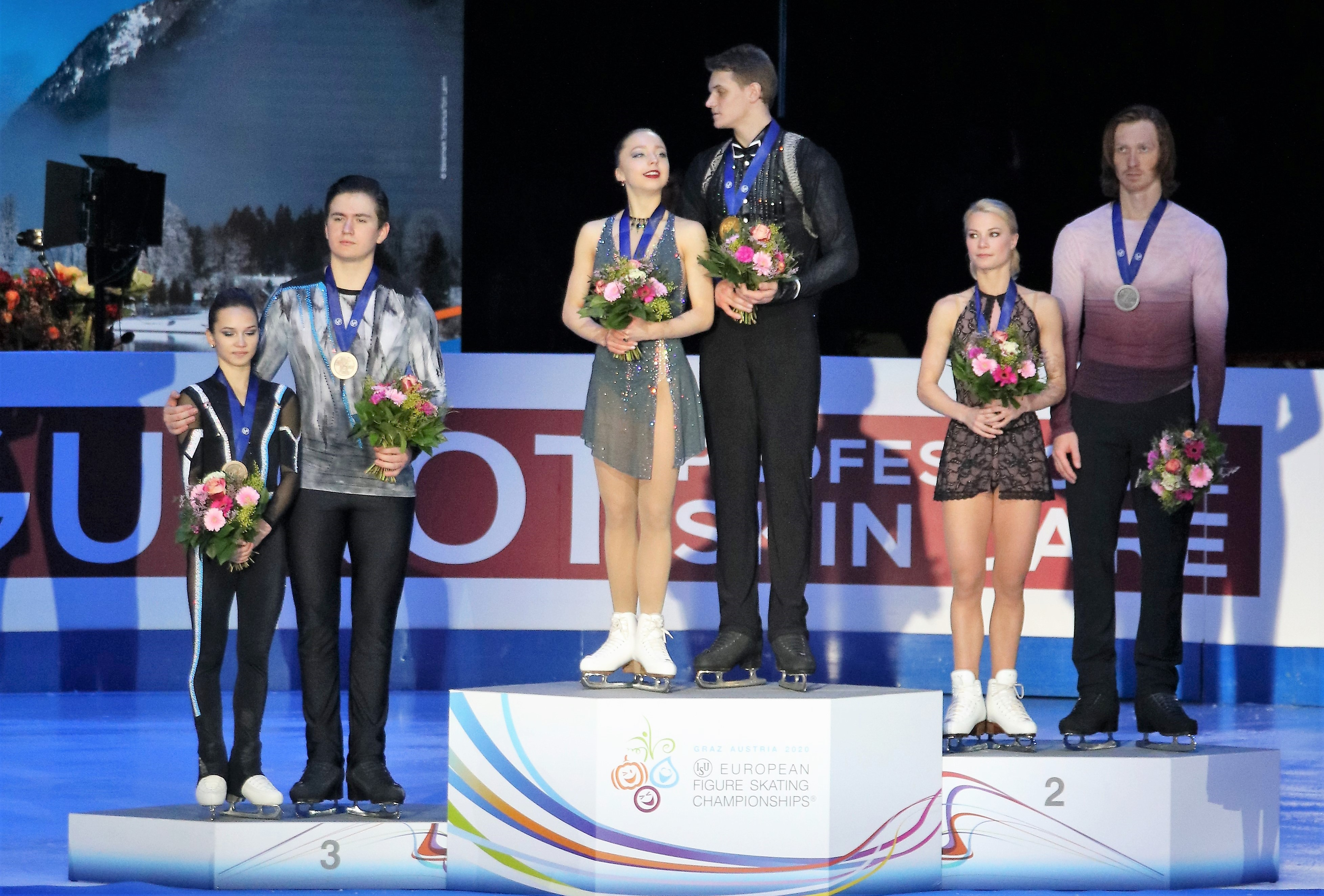
Pawljutschenko und Chodykin bei der Siegerehrung der EM 2020

Bis zur Saison 2017/18 trat Pawljutschenko in internationalen Wettbewerben bei den Junioren an. Zusammen mit Denis Chodykin wurde sie 2018 Juniorenweltmeisterin.
In der Saison 2018/19 gewannen Pawljutschenko und Chodykin zwei Bronzemedaillen bei Wettbewerben der ISU-Grand-Prix-Serie. Sie qualifizierten sich dadurch für das Grand-Prix-Finale.
In der Saison 2019/20 qualifizierten sich Pawljutschenko und Chodykin durch zwei Silbermedaillen bei Grand-Prix-Wettbewerben erneut zur Teilnahme am Grand-Prix-Finale. Bei den Eiskunstlauf-Europameisterschaften 2020 gewannen sie die Bronzemedaille. Zur Teilnahme an den abgesagten Weltmeisterschaften 2020 war das Paar ebenfalls aufgestellt.

## Ergebnisse
Zusammen mit Denis Chodykin im Paarlauf:
| Meisterschaft / Jahr           | 2019    | 2020    | 2021    |
| ------------------------------ | ------- | ------- | ------- |
| Europameisterschaften          | 5.      | 3.      |         |
| Russische Meisterschaften      | 4.      | 3.      | 3.      |
| Grand-Prix-Wettbewerb / Saison | 2018/19 | 2019/20 | 2020/21 |
| Grand-Prix-Finale              | 6.      | 6.      |         |
| Cup of Russia                  | 3.      |         |         |
| Helsinki                       | 3.      |         |         |
| Trophée Eric Bompard           |         | 2.      |         |
| Skate America                  |         | 2.      |         |

Zusammen mit Denis Chodykin bei den Junioren im Paarlauf:
| Meisterschaft / Jahr                  | 2017    | 2018    |
| ------------------------------------- | ------- | ------- |
| Weltmeisterschaften                   |         | 1.      |
| Russische Meisterschaften             | 5.      | 1.      |
| Junior-Grand-Prix-Wettbewerb / Saison | 2016/17 | 2017/18 |
| Grand-Prix-Finale                     |         | 3.      |
| Baltic Cup                            |         | 2.      |
| Minsk Arena Cup                       |         | 1.      |